# خیال‌پردازی حماسی
خیال‌پردازی حماسی (High Fantasy یا Epic Fantasy) یکی از زیر مجموعه‌های ژانر خیال‌پردازی است که در دنیاهای خیالی و موازی به کار برده می‌شود. این تعبیر را نخستین بار لوید الکساندر در سال ۱۹۷۱ به کار برد. فانتزی حماسی نوع خلاقانه‌ی فانتزی است و در مقابل فانتزی نازل (Low Fantasy) قرار دارد.

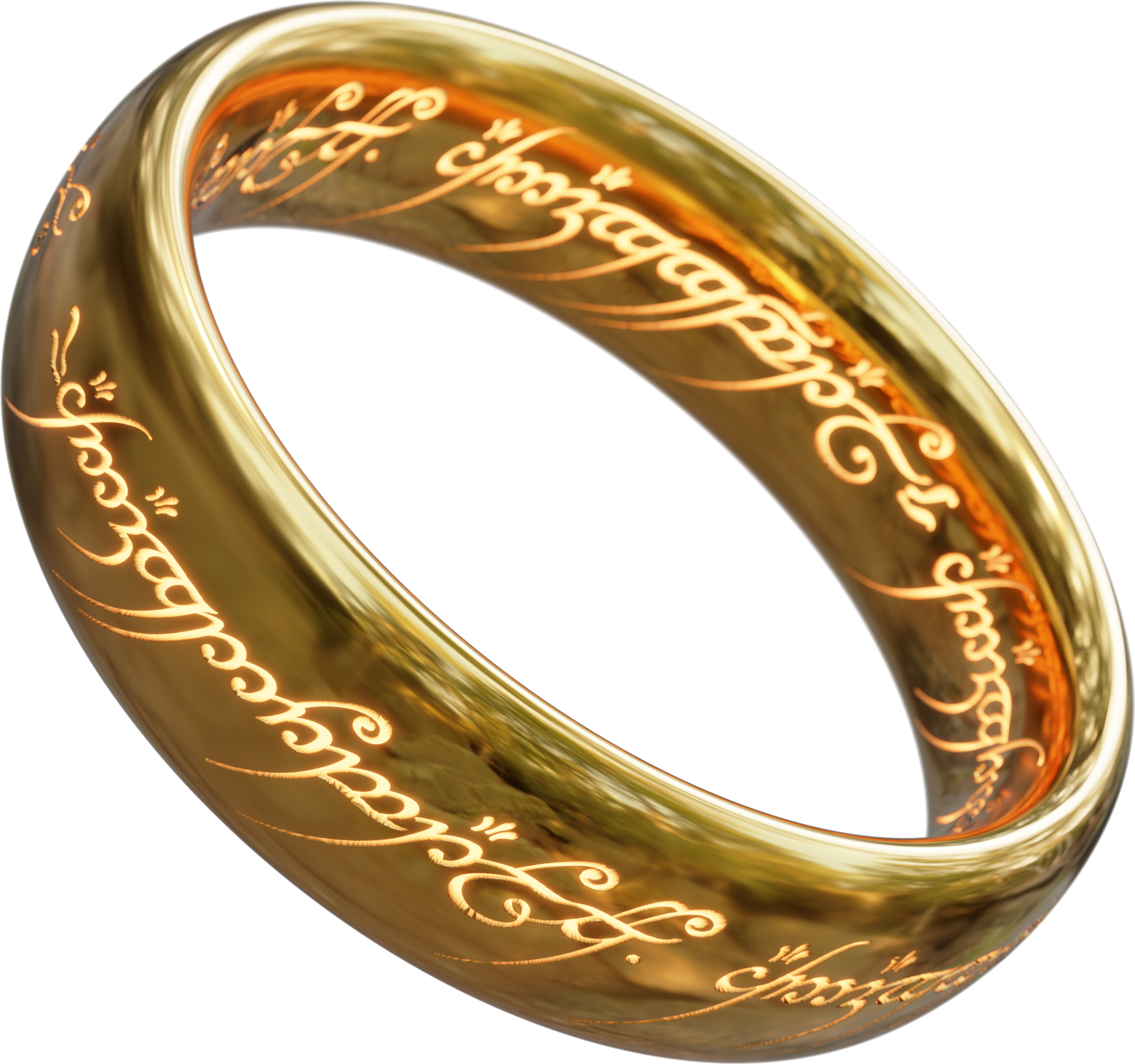
فانتزی حماسی در قرن بیست‌ویکم محبوبیت زیادی یافته است.

خیال‌پردازی حماسی با کارهای ویلیام موریس، جرج مک‌دونالد و ادوارد پلانکت آغاز گردید و با نوشته‌های جی.آر.آر. تالکین، سی اس لوئیس و جورج آر. آر. مارتین به اوج رسید. خیال‌پردازی حماسی به همراه ژانر شمشیر و جادوگری، تبدیل به متداول‌ترین زیر سبک‌های فانتزی شده‌اند.

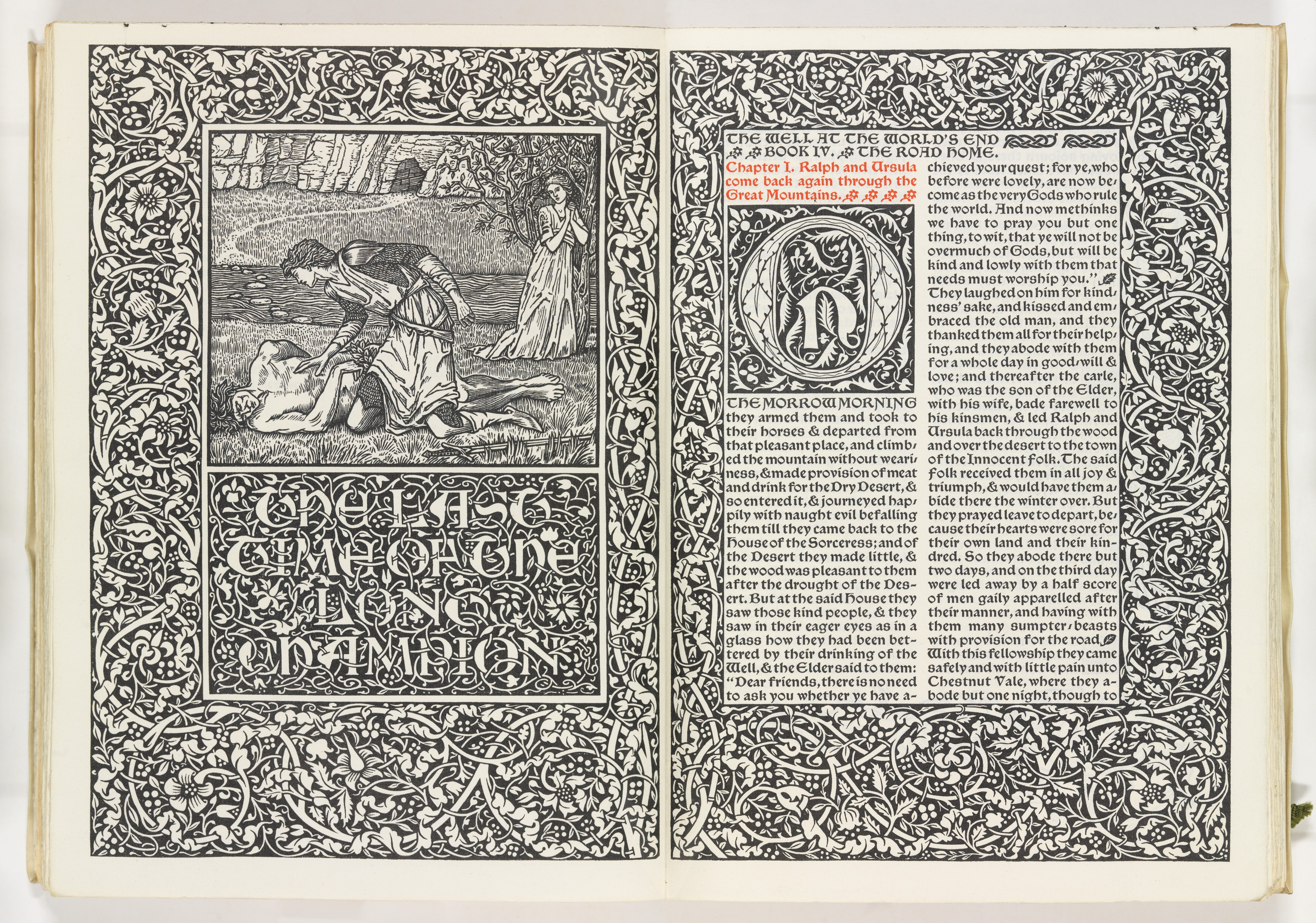
برگی از کتاب چاه آخر دنیا نوشته‌ی ویلیام موریس، ۱۸۹۶، موزه هنر متروپولیتن، نیویورک. این کتاب از نخستین نمونه‌های فانتزی حماسی است.

برخی از این کتاب ها که به شمشیر و جادو نیز معروف هستند و طرفداران زیادی دارند عبارتند از:
- امپراطوری شکسته
- مالازان
- چرخ زمان
- شاه‌کُش
- ویچر
- ارباب حلقه ها
- سرگذشت نارنیا
- نغمه آتش و یخ
- گروهان سیاه
- فارسیر
- سریر شیشه‌ای